# راژر گجیس
راژر گجیس (پرتغالی: Róger Guedes؛ زادهٔ ۲ اکتبر ۱۹۹۶) بازیکن فوتبال اهل برزیل است.
از باشگاه‌هایی که در آن بازی کرده است می‌توان به باشگاه فوتبال فلامینگو اشاره کرد.